# Trachichthyidae
Famille
Les trachichthyidés (Trachichthyidae) forment une famille de poissons abyssaux .

## Liste des espèces
- Genre Aulotrachichthys

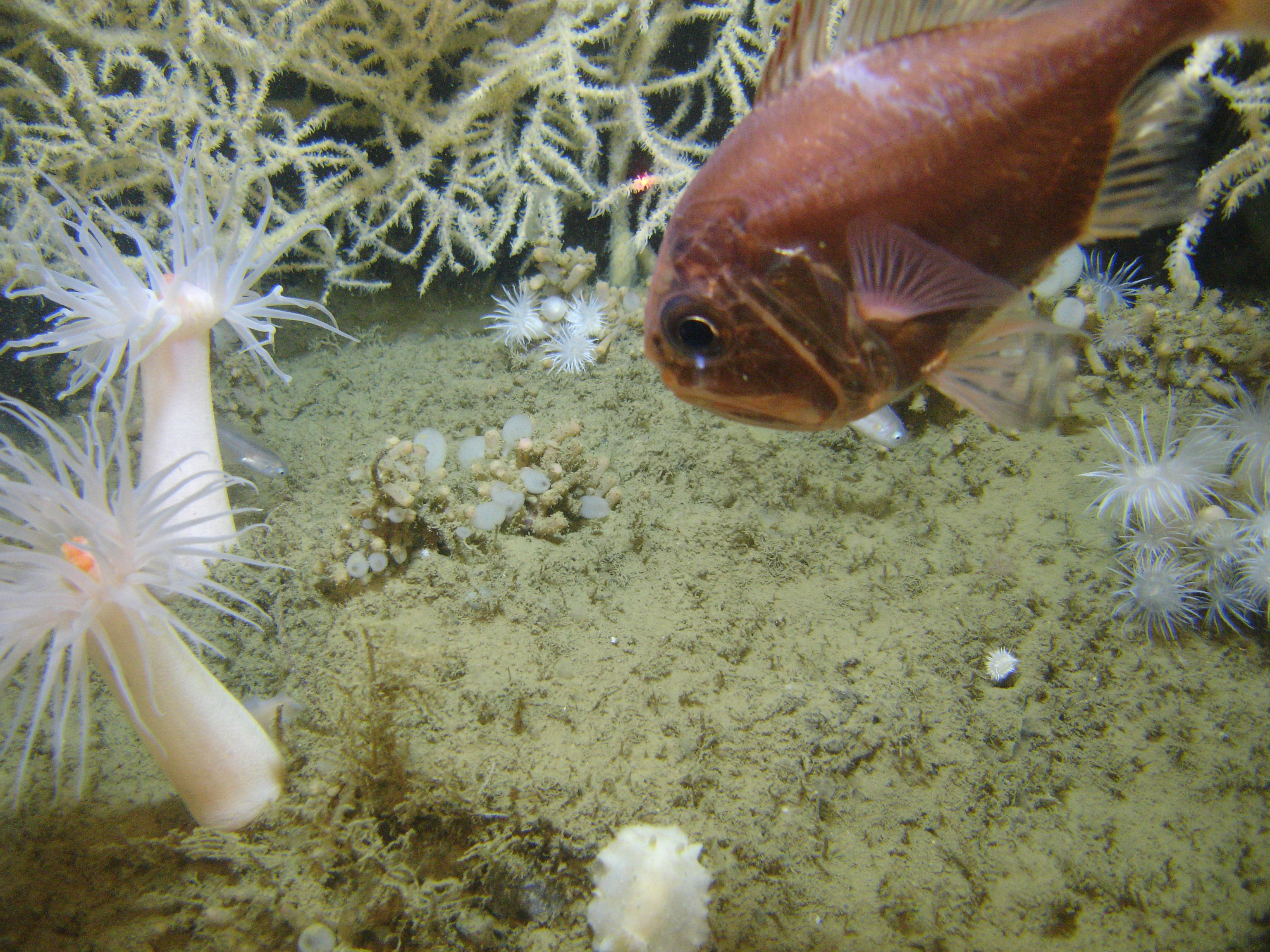
Hoplostethus occidentalis

  - Aulotrachichthys latus (Fowler, 1938).
- Genre Gephyroberyx
  - Gephyroberyx darwinii (Johnson, 1866).
  - Gephyroberyx japonicus (Hilgendorf, 1879).
  - Gephyroberyx philippinus Fowler, 1938.
- Genre Hoplostethus
  - Hoplostethus abramovi Kotlyar, 1986.
  - Hoplostethus atlanticus Collett, 1889.
  - Hoplostethus cadenati Quéro, 1974.
  - Hoplostethus confinis Kotlyar, 1980.
  - Hoplostethus crassispinus Kotlyar, 1980.
  - Hoplostethus druzhinini Kotlyar, 1986.
  - Hoplostethus fedorovi Kotlyar, 1986.
  - Hoplostethus fragilis (de Buen, 1959).
  - Hoplostethus gigas McCulloch, 1914.
  - Hoplostethus intermedius (Hector, 1875).
  - Hoplostethus japonicus Hilgendorf, 1879.
  - Hoplostethus latus (Fowler, 1938).
  - Hoplostethus marisrubri Kotlyar, 1986.
  - Hoplostethus mediterraneus Cuvier, 1829. Hoplostethus mediterraneus 

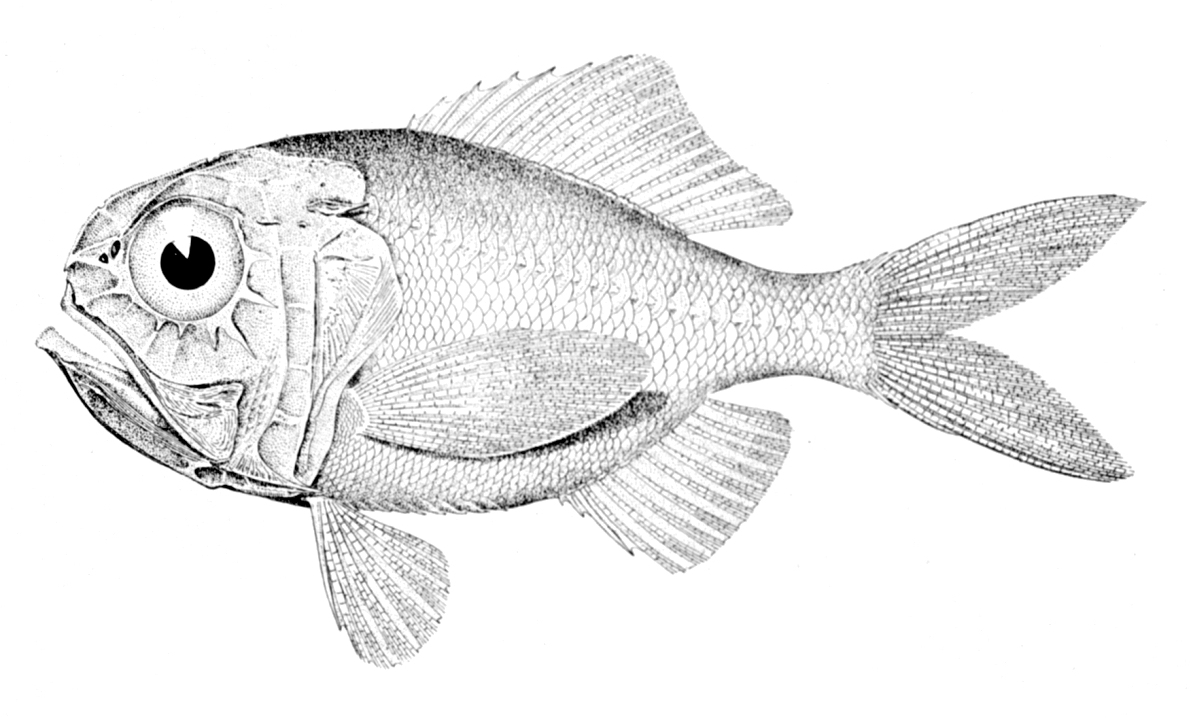
Hoplostethus mediterraneus

  - Hoplostethus melanopterus Fowler, 1938.
  - Hoplostethus melanopus (Weber, 1913).
  - Hoplostethus mento (Garman, 1899).
  - Hoplostethus metallicus Fowler, 1938.
  - Hoplostethus mikhailini Kotlyar, 1986.
  - Hoplostethus occidentalis Woods, 1973.
  - Hoplostethus pacificus Garman, 1899.
  - Hoplostethus rifti Kotlyar, 1986.
  - Hoplostethus rubellopterus Kotlyar, 1980.
  - Hoplostethus shubnikovi Kotlyar, 1980.
  - Hoplostethus tenebricus Kotlyar, 1980.
  - Hoplostethus vniro Kotlyar, 1995.
- Genre Optivus
  - Optivus elongatus (Günther, 1859).
- Genre Paratrachichthys
  - Paratrachichthys argyrophanus Woods, 1961.
  - Paratrachichthys atlanticus (Collett, 1889).
  - Paratrachichthys fernandezianus (Günther, 1887).
  - Paratrachichthys heptalepis Gon, 1984.
  - Paratrachichthys novaezelandicus Kotlyar, 1980.
  - Paratrachichthys prosthemius Jordan & Fowler, 1902.
  - Paratrachichthys pulsator (Gomon & Kuiter, 1987).
  - Paratrachichthys sajademalensis Kotlyar, 1979.
  - Paratrachichthys trailli (Hutton, 1875).
- Genre Parinoberyx
  - Parinoberyx horridus Kotlyar, 1984.
- Genre Sorosichthys
  - Sorosichthys ananassa Whitley, 1945.
- Genre Trachichthys
  - Trachichthys australis Shaw, 1799.